# Godmoma
Godmoma war eine US-amerikanische Funk-Band, die aus den Vokalistinnen Carolyn Miles (* 1962), Cynthia Girty (* 1947) und Arnenita Walker (* 1945) bestand.
Veröffentlicht wurde nur ein einziges Album Here 1981 auf Elektra Records. Das Gesangstrio war auch an  Collins’ Album Ultra Wave beteiligt. Es ist auch auf anderen Produktionen wie The One Giveth, The Count Taketh Away (1982), What's Bootsy Doin'? (1988) sowie Blasters of the Universe (1994) zu hören. Godmoma gilt als Spin-off des P-Funk-Musikers Bootsy Collins.